# Ifangni
Ifangni – miasto w południowo-wschodnim Beninie, w departamencie Plateau. Położone jest około 20 km na północny wschód od stolicy kraju, Porto-Novo. W spisie ludności z 11 maja 2013 roku liczyło 31 984 mieszkańców.